# John Cartwright
Pour les articles homonymes, voir John Cartwright (homme politique) et Cartwright.
John Cartwright, né à (Marnham (Nottinghamshire) le 17 septembre 1740 - mort à Londres le 23 septembre 1824, est un officier de marine et homme politique britannique, frère aîné de Edmond Cartwright et cadet de George Cartwright.

## Biographie
Il fait des études à la grammar school de Newark-on-Trent puis à la Heath Academy du Yorkshire avant d'entrer dans la Royal Navy en 1758.
Il participe en 1759 au raid sur Cherbourg puis à la bataille des Cardinaux. De 1765 à 1770, il sert comme premier magistrat à Terre-Neuve sous les ordres de Hugh Palliser et de John Byron.
Commandant du HMS Sherborne (1763-1766), il lutte contre les contrebandiers. En 1775, il devient Major de la milice du Nottinghamshire (1775-1792). Il publie alors ses premières brochures politiques. Il est renvoyé de la Royal Navy pour avoir publié un pamphlet favorable à la révolution américaine.
Représentant du radicalisme anglais, considéré comme le père de la réforme, il fonde en 1780 la Société pour l'éducation constitutionnelle du peuple (Society for Constitutional Information). En 1776 il publie une brochure demandant l'instauration du suffrage universel et une révision des circonscriptions électorales tenant compte du nombre d'habitants. En 1812, il fonde aussi le Hampden Clubs (en), dans le but de rassembler les modérés de la classe moyenne et les radicaux de la classe inférieure dans la cause de la réforme.
Mort à Londres en 1824, il est inhumé dans l'église Sainte-Marie à Finchley. Sa statue a été érigée en 1835 par souscription publique.

## Œuvres
On lui doit de nombreuses brochures pour la réforme parlementaire ainsi que sur l'abolition de la traite négrière.

## Hommages

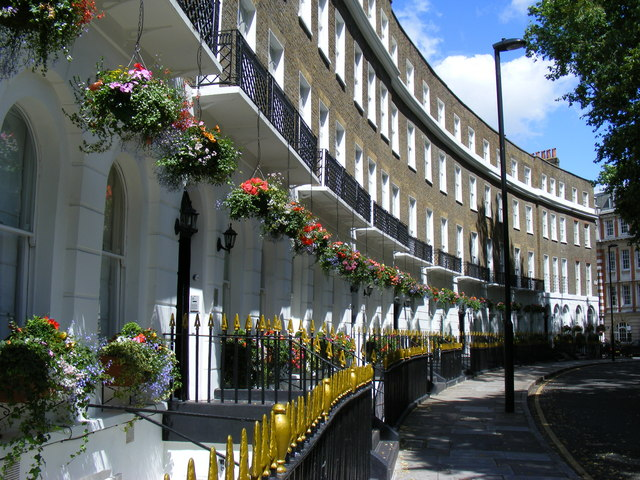
La résidence Cartwright, ancien Burton Crescent où Cartwright vécut de 1820 à 1824, renommée en son honneur

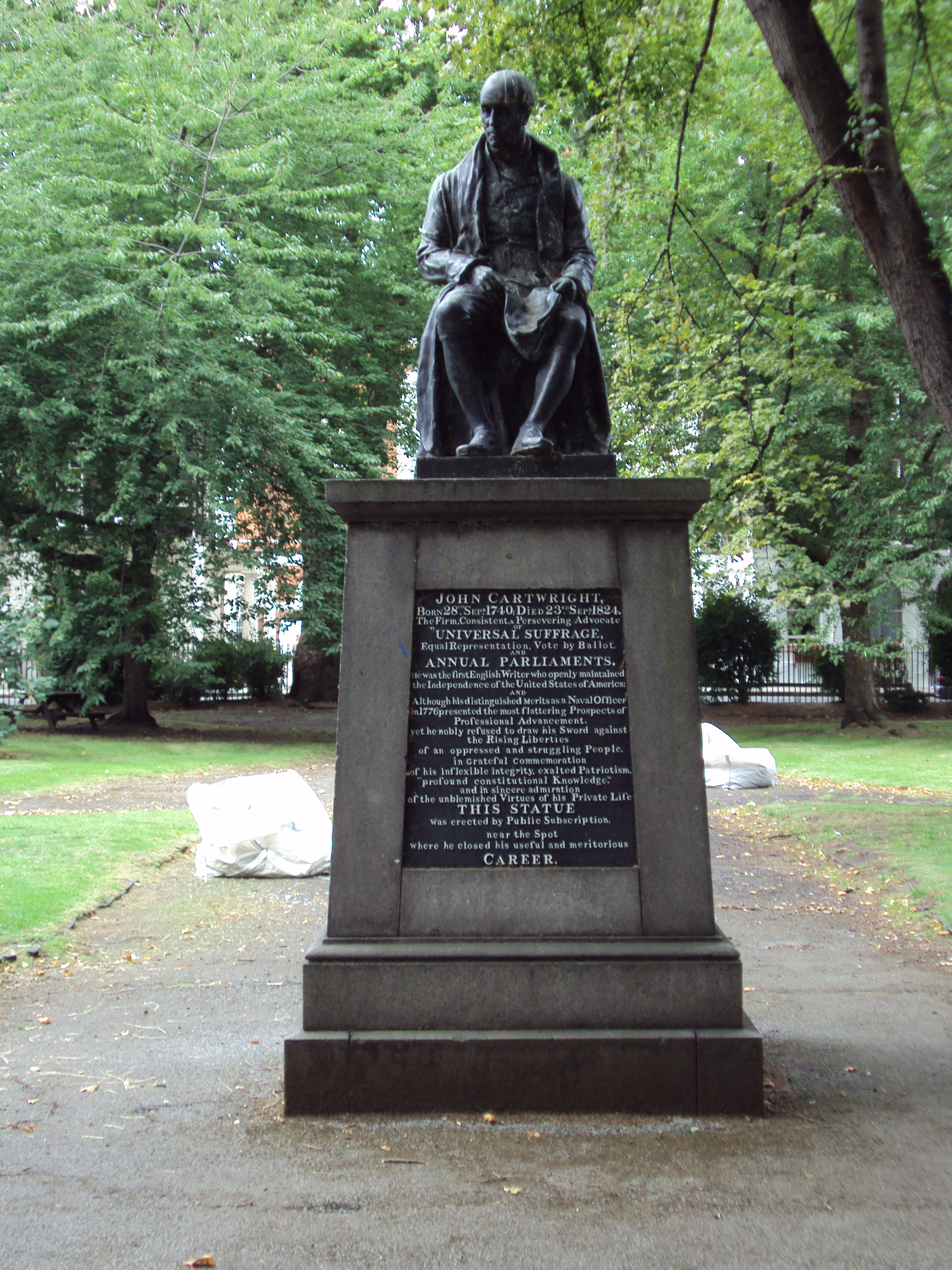
Statue de John Cartwright à Londres avec son inscription hommage

Le Cartwright Sound (en), à l'ouest de l'île Graham a été nommé en son honneur par George Vancouver.